# 氷川町 (川越市)
氷川町（ひかわちょう）は、埼玉県川越市の町名。郵便番号は350-0851。

## 地理
川越市の本庁管内（北地区）にあり、東側で北田島・川越、南側で城下町・宮下町、西側で宮元町、北側で御成町とそれぞれ接する。
町の様相は、国道254号を挟んで西側と東側で大きく異なる。川越市中心部に隣接する西側は第一種中高層住居専用地域で、住宅や公共施設が立地する。東側は市街化調整区域で、農業用地として利用されている。国道254号沿道は準工業地域に指定されており、一定の商業集積が見られる。
赤間川は大正・昭和期に新河岸川に接続され区間が短縮されたが、古い水路は土地改良で直線化されつつも、現在も氷川町内にある。

## 歴史
氷川町の名は、町名・地番整理が行われた1966年以前の郷土資料には見られない。明治期には、赤間川南側に宮下畦・寺井溝町などの地名が見られる。隣接する宮下町には氷川神社があるが、氷川町内には神社がない。
1966年（昭和41年）6月1日、3つの大字が整理されて氷川町が誕生した。このとき、宮元町に隣接する一部区域は宮元町に編入された。

## 交通
町内に鉄道は通過しておらず、駅もない。
埼玉県道51号川越上尾線が城下町との境界を通っている。また1966年（昭和41年）10月には、町の西側を貫く国道254号のバイパス（通称山田バイパス）が開通した。
川越駅から埼玉医科大学川越キャンパスを経由して上尾駅などを結ぶ東武バスの川越06系統が県道を走っており、町内に城下町と芳野農協前の2停留所を設置している。

## 施設
- ヤオコー川越美術館
- 川越市北公民館[10]